# Oslany
Oslany – wieś (obec) w powiecie Prievidza w kraju trenczyńskim w zachodniej Słowacji. Powierzchnia 25,15 km², liczba ludności: 2362 (31 grudnia 2018).

## Położenie
Wieś leży w południowej części powiatu Prievidza, na pograniczu trzech jednostek fizjograficznych: Kotliny Górnonitrzańskiej oraz grup górskich Ptacznik i Trybecz. Przepływa przez nią Osliansky potok, uchodzący na północny zachód od centrum Oslan do Nitry.
Oslany leżą w odległości 20 km na południowy zachód od powiatowej Prievidzy oraz 8 km na wschód od miasta Partizánske. Przez wieś biegnie droga krajowa nr 64 z Nitry do Prievidzy, zaś jej północno-zachodnim skrajem linia kolejowa Nové Zámky – Prievidza.
Wieś składa się z dwóch części: właściwych Oslan oraz położonego ok. 4 km na południowy wschód od ich centrum osiedla Oslany-Ľubianka. Uzupełnia je osada domków rekreacyjnych zwana Dúbravky.
Użytki rolne w granicach katastralnych wsi zajmują 484 ha - w większości są to łąki i pastwiska związane z produkcją zwierzęcą. 1375 ha zajmują lasy.

## Historia
Pierwsza pisemna wzmianka o wsi pochodzi z 1254 r., kiedy wchodziła w skład komitatu tekowskiego. W XVI w. Oslany zyskały charakter niewielkiego, prywatnego miasteczka: posiadały szereg przywilejów, w tym na organizowanie cotygodniowych targów i czterech jarmarków rocznie. W 1663 r. zostało ono złupione przez Turków i zobowiązane do płacenia daniny. Gdy po pewnym czasie zaniechało tego, Turcy najechali je ponownie, paląc całą zabudowę i biorąc 200 mieszkańców w jasyr. W końcu XVII w. przeszło pod władzę Pálffych z Bojnic.
Z czasem Oslany się odbudowały, uzyskując w ciągu XVIII i XIX w. specyficzną małomiasteczkową zabudowę z centralnym rynkiem. Mieszkańcy zajmowali się głównie rolnictwem i hodowlą, ale także rzemiosłem, zwłaszcza sukiennictwem i  wyrobem sit. W 1786 r. żyło tu 151 rzemieślników. W 1850 r. Oslany stały się siedzibą powiatu. W tym czasie funkcjonował w nich sąd powiatowy. W 1922 r. straciły swój status i zostały włączone do powiatu Prievidza. W latach 1949–1960 należały do efemerycznego powiatu Partizánske.

## Zabytki
- Kościół katolicki pw. św. Stefana Króla. Powstał na miejscu pierwszej świątyni, istniejącej tu zapewne już w 1332 r. Wzniesiony w 1495 r., pierwotnie późnogotycki, został zbarokizowany w latach 1756-1768 i ponownie przebudowany z końcem XVIII w. Murowany, jednonawowy, z elipsowato zamkniętym prezbiterium, posiada od frontu osiowo usytuowaną masywną, wysoką na 35 m wieżę, nakrytą dachem czterospadowym. Wyposażenie wewnętrzne w większości z XVIII I XIX w. W ołtarzu gł. obraz przedstawiający patrona kościoła. Na chórze organy z lat 1958 – 1961. Z pierwotnego wyposażenia kościoła zachowała się rzeźba Madonny, z XV w.

- Rzeźby przed kościołem: kolumny z postaciami Niepokalanej Najświętszej Marii Panny (Immaculaty - kolumna maryjna) i św. Józefa, obie barokowo-klasycystyczne z drugiej połowy XVIII w.

- Kaplica pw. św. św. Cyryla i Metodego z 1923 r.
- Kaplica na cmentarzu, pw. Najświętszej Marii Panny z 1878 r.
- Kaplica pw. św. Floriana z 1924 r.
- Rzeźba św. Jana Nepomucena przed budynkiem plebanii.